# Адхам-хан
Адхам-хан (*д/н —16 травня 1562) — політичний та військовий діяч часів могольського падишаха Акбара.

## Життєпис
Походив з впливової родини. Його мати, Махам Анга, була годувальницею майбутнього падишаха Акбара. В дитинстві Адхам-хан став другом акбара, на якого отримав вплив. Після затвердження у 1556 році Великих Моголів у північній Індії Адхам-хан виявив політичні амбіції. Тому він намагався відсторонити від влади Байрам-хана, опікуна й регента.
У 1560 році при підтримці своєї матері та родича Шихаб-уд-діна, губернатора Делі, вдалося переконати Акбара відсторонити від влади Байрам-хана. Після цього владу фактично перебрали Махам Анга та її син. У 1561 році Адхам-хану було доручено здійснити похід проти Мальви, де повстав султан баз Бахадур. З цим завданням Адхам-хан успішно впорався, остаточно приборкавши Мальву. Проте при цьому Адхам-хан привласнив частину здобичі. Це викликало обурення Акбара, який змусив Адхам-хана віддати скарби. замість нього керувати військом у Мальві призначено Пір Мухаммад-хана. 
Після цього Акбар став виявляти самостійність у державних справах. Він викликав з Кабула сановника Шамс-уд-діна Мухаммад-хана Атгу й призначив того вакілєм (першим міністром). Це призвело до конфлікт Адхам-хана з новими урядовцями. 16 травня 1562 року Адхам-хан вбив вакіля Атгу. Проте тоді ж Акбар наказав вбити Адхам-хана. Після цього падишах повністю перебрав владу на себе.